# Calesia leucostigma
Calesia leucostigma là một loài bướm đêm trong họ Erebidae.